# Спортивне поле
Спорти́вне по́ле — футбольний, легкоатлетичний стадіон та велодром, який існував у Києві (в районі нинішньої Лук'янівки поблизу кінотеатру «Київська Русь») у 1910-тих роках. Вважається першим стаціонарним стадіоном у Російській імперії.
Споруджений коштом ентузіастів для численних спортивних товариств міста та урочисто відкритий 12 серпня 1912 року. Стадіон приймав змагання Першої Всеросійської спортивної олімпіади 1913 року. Споруда згоріла під час Першої світової війни.

## Історія
Відсутність у місті стадіону гальмувала розвиток фізкультури та спорту, тож місцеві спортсмени не мали можливості приймати команди з інших міст. Крім того, для створеної в 1911 році Київської футбольної ліги бракувало стаціонарного стадіону. 1912 восьмеро ентузіастів створили консорціум і взяли на Лук'янівці в землевласника Пилипа Норбертовича Ясногурського ділянку землі в оренду. Тут, між вулицями Дикою (нині Студентська), Пилипівською й Монастирською (нині Миколи Пимоненка) вони звели стадіон «Спортивне поле» на зразок паризького «Парк де Пренс».
12 (25) серпня 1912 відбулось урочисте відкриття стадіону — це була перша в історії міста спортивна подія, вхід на яку був платним. «Спортивне поле» було прикрашене святковими прапорцями та стрічками, всі трибуни були повністю заповнені глядачами. Відкривав стадіон військовий оркестр та хор під керівництвом Петра Григоровича Гончарова. У цей день відбулися змагання з багатьох видів спорту, але головною подією став футбольний матч, в якому зустрічались чеська «Славія» та футбольна команда київського спортивного гуртка «Старт». Зустріч завершилася нічиєю — 0:0. Свято завершилося великим феєрверком.
До кінця 1912 року на стадіоні проходила першість Києва з футболу, а також змагання з легкої атлетики, ковзанярського спорту, вело- та мотоперегони.
У серпні 1913 на стадіоні відбулися змагання Першої Всеросійської спортивної олімпіади, зокрема, церемонії відкриття та закриття.
У 1910-х роках Спортивне поле використовувалось Київським товариством повітроплавання в якості одного зі своїх льотних майданчиків — разом з Сирецьким іподромом, Куренівським аеродромом та іншими, ставши таким чином одним з перших київських аеродромів.
З подальшої долі стадіону відомо лише те, що він згорів під час Першої світової війни, у 1917 році. Пізніше на його місці збудована взуттєва фабрика, будівлю якої в 2000-них роках перероблено під офіси.

## Особливості споруди
Стадіон мав центральну криту трибуни на 1000 місць, відкриті трибуни з лавами на 1750 місць, а також майданчик на дві тисячі стоячих місць. На «Спортивному полі» трибуни були з трьох боків поля, ліворуч від головної трибуни місць для глядачів не було.
В'їзд і вхід на Спортивне поле були влаштовані по двох вулицях — Дикій і Монастирській (сучасні Студентська та Миколи Пимоненка). Поблизу стадіону були розташовані казарми у садибі пана Ясногурського, де проживали учасники змагань. Казарми від стадіону відділяв яр (район нинішньої Пилипівської вулиці), через який був перекинутий спеціальний перемінний міст.
Ця перша в Києві спеціалізована спортивна споруда мала можливість приймати змагання з футболу, легкоатлетичного і ковзанярського спорту, а також велосипедні й мотоциклетні перегони.

## Стадіон та спортивна олімпіада 1913

Біг з перешкодами

На літо 1913 року уряд Російської імперії запланував провести Першу Всеросійську олімпіаду в Києві. Спортивний комітет виділив на вдосконалення спортивних споруд 10 тисяч карбованців. 13 липня Олімпійський комітет у конторі нотаріуса О. М. Боробикіна уклав угоду на оренду «Спортивного поля», на якому мала відбутись основна частина змагань. Вже до кінця місяця було підготовлено до змагань трибуни, велотрек, бігові доріжки, гімнастичний інвентар. Особлива увага приділялася спорудженню ложі для високих гостей. Її встановили на узвишші, декорували за останньою модою і прикрасили кольорами національного прапора. Крім центральної, було споруджено ложі для глядачів вартістю в 10 карбованців кожна. Місця для сидіння оцінювалися залежно від близькості до центральної ложі — від 5 карбованців до 75 копійок за місце. Передбачалася плата і за право стояти на спеціально відведених стоячих місцях — півкарбованця з кожного стоячого глядача.
Під час олімпіади було встановлено рекорд відвідуваності стадіону — на церемонії відкриття були присутні 10 тисяч глядачів.
До програми змагань, які тривали з 20 до 24 серпня, на стадіоні увійшли: десятиборство, кросс-кантрі (біг з природними перешкодами), футбол, перегони на велосипедах та мотоциклах, гімнастика тощо. В олімпіаді брали участь лише чотири футбольні команди. У фіналі збірна Політехнічного інституту перемогла команду «Славія» й одержала приз — Срібний Кубок міста Києва.
Організатори олімпіади мали ряд зауважень до підготовки спортивної споруди до змагань, причиною більшості з яких були стислі терміни підготовки олімпіади.
Після олімпіади на стадіоні відбувся ще ряд матчів, які не ввійшли до програми олімпіади, зокрема, з футболу, велосипедних та мотоперегонів.